# Albert van den Abeele
Albert van den Abeele (ur. 18 marca 1907 w Gandawie, zm. ?) – belgijski żeglarz, olimpijczyk.
W regatach rozegranych podczas Letnich Igrzysk Olimpijskich 1936 wystąpił w klasie O-Jolle zajmując 23 pozycję.